# Plowmanianthus grandifolius
Plowmanianthus grandifolius är en himmelsblomsväxtart som beskrevs av Robert Bruce Faden och C.R.Hardy. Plowmanianthus grandifolius ingår i släktet Plowmanianthus och familjen himmelsblomsväxter.

## Underarter
Arten delas in i följande underarter:
- P. g. grandifolius
- P. g. robustus